# Piastrinopenia
Per piastrinopenia (o trombocitopenia o ipopiastrinemia) si intende una quantità di piastrine (o trombociti) circolanti inferiore a 150 000/mm3 (valori di riferimento 150 000 - 400 000/mm3). Questi limiti sono determinati dal 2,5º percentile inferiore e superiore, quindi i valori al di fuori di questa gamma non indicano necessariamente uno stato patologico. Una definizione comune di trombocitopenia che richiede un trattamento di emergenza è una conta piastrinica inferiore a 50 000/mm3.

## Eziologia
Le cause di piastrinopenia sono numerose e si possono classificare in base alla fase della vita piastrinica in cui interviene l'alterazione ("classificazione cinetica"). Si riconoscono cinque gruppi di piastrinopenie:
- I gruppo: da ridotta produzione di megacariociti;
- II gruppo: da ridotta produzione di piastrine;
- III gruppo: da aumentata distruzione di piastrine;
- IV gruppo: da aumentato consumo di piastrine;
- V gruppo: da sequestro di piastrine.

### Gruppo I
Appartengono a questa classe le piastrinopenie derivanti da una riduzione nella produzione midollare di megacariociti, le cellule dal cui citoplasma derivano le piastrine:
- Aplasie midollari;
- Neoplasie midollari;
- Infiltrazione neoplastica del midollo.

La causa di tale riduzione può essere una infiltrazione del midollo osseo da parte di tumori primitivi o secondari (leucemie, mielomi, carcinomi), una malattia infiltrativa come l'istiocitosi o la tubercolosi, oppure un'aplasia midollare. Quest'ultima può essere selettiva per i megacariociti o, più comunemente, interessare tutte le serie mielopoietiche. Altre possibili cause sono alcol, estrogeni, mononucleosi infettiva, rosolia, varicella, infezione da citomegalovirus, terapie antiblastiche o radianti. Cause più rare, infine, sono i deficit della trombopoietina o di altri fattori coinvolti nella megacariocitopoiesi. La prognosi di queste piastrinopenie dipende dalla malattia causale.

### Gruppo II
Una ridotta piastrinopoiesi può essere legata a un deficit di vitamina B12 o di acido folico, a una sindrome mielodisplastica o ad altre condizioni più rare come la sindrome di Wiskott-Aldrich (legata al cromosoma X) e l'anomalia di May-Hegglin (autosomica dominante). In questo caso la diagnosi può essere suggerita dalla coesistenza di infezioni ricorrenti ed eczema (che orientano verso la sindrome di Wiskott-Aldrich), dalla presenza di piastrine giganti allo striscio di sangue periferico (che suggerisce una anomalia di May-Hegglin), dalla presenza di una anemia megaloblastica (da deficit di folati e vitamina B12); nel caso di una sindrome mielodisplastica, la sintomatologia sarà invece correlata al tipo e alla gravità della citopenia presente.
Altri esempi di piastrinopenia sono:
- Porpora trombocitopenica
- Sindrome uremico-emolitica
- CID
- Emoglobinuria parossistica notturna
- Sindrome da anti-fosfolipidi
- LES
- Porpora post-trasfusionale
- Trombocitopenia alloimmune fetale e neonatale
- Ipersplenismo
- Dengue
- Malattia di Gaucher
- Zika virus

### Gruppo III
Le cause di aumentata distruzione delle piastrine, le quali presentano una vita media inferiore ai normali 7-10 giorni, sono distinte tra le cause extracorpuscolari: 
- immuni;
- non immuni.

Tra le prime vanno classificate:
- la porpora trombocitopenica idiopatica (o malattia di Werlhof) che è spesso — ma non necessariamente — preceduta di circa 2-4 settimane da un'infezione virale;
- le porpore trombocitopeniche associate a malattie autoimmuni come nell'anemia emolitica autoimmune o sindrome di Fisher-Evans e nelle collagenopatie come il lupus eritematoso sistemico o nella sarcoidosi;
- le porpore trombocitopeniche associate a malattie linfoproliferatici come la leucemia linfatica cronica, i linfomi Hodgkin e non Hodgkin e la paraproteinemia;
- le porpore trombocitopeniche da farmaci: Sedormid (isopropilcarbamide), Clorotiazide, PAS, chinino e chinidina;
- le porpore trombocitopeniche da isoanticorpi: immunizzazione materno-fetale e le trasfusioni.

Tra le seconde si classificano i trombi di fibrina, protesi intravascolari e anomalie della parete vasale.
Esistono anche cause intracorpuscolari come la sindrome di Bernard-Soulier.
L'anamnesi è estremamente importante per dirigere il sospetto in una forma del III gruppo.

### Gruppo IV
La causa principale di consumo piastrinico è la CID (coagulazione intravascolare disseminata), una grave condizione caratterizzata dall'attivazione abnorme della cascata coagulativa con formazione intravasale di microtrombi; la CID risulta in genere dalla messa in circolo di fattori protrombotici (sostanze tossiche esogene, neoplasie in fase terminale, embolia amniotica, aborto settico, interventi chirurgici, ecc.). Altre cause di aumentato consumo di piastrine sono la porpora trombotica trombocitopenica o sindrome di Moschowitz e la sindrome emolitico-uremica di Gasser; queste condizioni sono spesso correlate ad infezioni batteriche come salmonellosi e shigellosi.

### Gruppo V
Sono causate dal sequestro delle piastrine, in genere a livello della milza (in caso di splenomegalia importante) o a livello di emangiomi diffusi o giganti (tumori vascolari che in talune condizioni possono assumere dimensioni cospicue oppure presentarsi in grande numero, come nella sindrome di Kasabach-Merritt). L'anamnesi positiva per una di queste patologie può fornire il sospetto clinico.

## Clinica

### Segni e sintomi
La sindrome emorragica piastrinica è caratterizzata da porpora, epistassi, ecchimosi in sede di traumi, gengivorragie, emorragie gastrointestinali e urinarie, menorragie; temibili, ma molto rare, le emorragie cerebrali. Ematomi profondi ed emartri sono più caratteristici per una patologia plasmatica piuttosto che per una sindrome piastrinica. La comparsa delle manifestazioni cliniche può avvenire a livelli diversi di conta piastrinica; alcuni soggetti possono non manifestare segni emorragici fino a conte inferiori a 20 000/mm3. L'ampia variabilità in tal senso è conferita dal fatto che l'emorragia dipende non solo dal numero assoluto di piastrine, ma anche dalla loro funzionalità, dalla presenza di alterazioni vasali, di carenze di fattori coagulativi, e di patologie concomitanti (infezioni, tumori); inoltre sono importanti il meccanismo patogenetico della piastrinopenia e la rapidità con la quale essa si instaura.

### Classificazioni
È possibile classificare le piastrinopenie ereditarie in due modi: in base alle dimensioni piastriniche o in base alla presenza di altre anomalie associate (forme sindromiche e non-sindromiche).
Le forme più frequenti sembrano essere sindrome di Bernard-Soulier, malattia MYH9-correlata, sindrome di Wiskott-Aldrich, piastrinopenia con assenza del radio.
Piastrine di dimensioni piccole
- Sindromiche: piastrinopenia X-linked
- Non sindromiche: sindrome di Wiskott-Aldrich

Piastrine di dimensioni grandi
- Non sindromiche: sindrome di Bernard-Soulier; Pseudo-von Willebrand; macrotrombocitopenia mediterranea; piastrinopenia X-linked con talassemia; sindrome delle piastrine grigie
- Sindromiche: anemia diseritropoietica con piatrinopenia; piastrinopenia Paris-Trousseau/Jacobsen; malattia MYH9-correlata; sindrome di Montreal; macrotrombocitopenia con espressione piastrinica di glicoforina

Piastrine di dimensioni normali
- Sindromiche: piastrinopenia familiare con predisposizione alla leucemia mieloide acuta; piastrinopenia amegacariocitica con sinostosi radio-ulnare; piastrinopenia con assenza del radio
- Non sindromiche: piastrinopenia amegacariocitica congenita

### Diagnosi
Se la piastrinopenia è diagnosticata solamente sulla base della conta laboratoristica, senza segni o sintomi di malattia, è necessario escludere la possibilità di una piastrinopenia "falsa" o pseudopiastrinopenia, derivante da un artefatto di laboratorio correlabile all'uso di EDTA come anticoagulante. Tale inconveniente si verifica nello 0,3% dei casi circa, e per escluderlo occorre ripetere la conta con metodiche diverse o basarsi sullo striscio di sangue periferico. In caso di piastrinopenia vera, occorre ricercarne la causa. L'anamnesi e l'esame obiettivo, come accennato in precedenza, sono fondamentali nella diagnosi differenziale. L'esposizione a farmaci, radiazioni, sostanze tossiche, la presenza di malattie sistemiche, l'anamnesi positiva per recenti infezioni, la rilevazione clinica di una splenomegalia o di un emangioma, sono alcuni dei fattori che possono dirigere la diagnosi. In particolare, la palpazione della milza non deve essere mai tralasciata in un paziente piastrinopenico; se necessario, si possono eseguire un'ecografia o una TC per approfondire la valutazione. L'esame emocromocitometrico può mettere in evidenza la coesistenza di un deficit delle altre linee midollari. In alcuni casi possono rendersi necessari altri test di laboratorio (anticorpi antipiastrine, anticorpi anti-fosfolipidi, funzionalità tiroidea, ecc.) mentre con le metodiche radioisotopiche può essere evidenziata la sede di distruzione delle piastrine. La biopsia midollare può mostrare un aumento del numero dei megacariociti (nelle piastrinopenie da aumentata distruzione) o una loro riduzione (nelle forme da diminuita produzione).

## Terapia
Nella maggior parte dei casi la terapia è quella della patologia causale, riservando la trasfusione di piastrine a pazienti con conte inferiori a 10 000 elementi/mm3. Nelle trombocitopenie da farmaci è necessario sospendere i farmaci sospetti, e attendere una decina di giorni. Il trattamento della porpora trombocitopenica idiopatica può essere astensionistico nelle forme acute mentre, nelle forme croniche, ci si avvale di cortisonici, immunosoppressori, immunoglobuline e splenectomia.